# Tönissteiner-Gios
L'equip Tönissteiner-Gios (codi UCI: TGI), conegut posteriorment com a Vosschemie-Tönissteiner, va ser un equip ciclista ucraïnès, de ciclisme en ruta que va competir professionalment entre 1996 i 1997.

## Principals resultats
- Volta a Egipte: Sergei Sinoukov (1997)

### A les grans voltes
- Giro d'Itàlia
  - 0 participacions
- Tour de França
  - 0 participacions
- Volta a Espanya
  - 0 participacions

## Classificacions UCI
La següent classificació estableix la posició de l'equip en finalitzar la temporada.
| Temporada | Classificació per equips | Millor ciclista en la classificació individual |
| --------- | ------------------------ | ---------------------------------------------- |
| 1996      | 53è                      | Igor Txukhliantsev (369è)                      |
| 1997      | -                        | -                                              |